# Politica Italiei
Constituția din 1948 a stabilit un parlament bicameral (Parlamento), consistând din Camera Deputaților (Camera dei Deputati) și Senat (Senato della Repubblica), o putere judiciară, și una executivă (condusă de un prim ministru) (Presidente del Consiglio dei Ministri). 
Președintele republicii este ales pe 7 ani de către parlamentul reunit cu un contingent mic de delegați regionali. 
Președintele nominalizeză prim ministrul, care propune ceilalți miniștri (care înainte erau aleși de președinte). 
Consiliul de Miniștri (în mod general, dar nu necesar este compus din membri ai parlammentului) trebuie să păstreze secretele ambelor camere (Fiducia).
Camerele parlamentului sunt populare și sunt alese în mod direct printr-un sistem mixt majoritar și proporțional. 
Camera Deputațiilor are 630 de membri. 
În plusul celor 315 de mebrii aleși, Senatul îi include și pe foștii președinți și alte diverse persoane, conform prevederiilor constituționale. 
Ambele camere sunt alese pentru maxim 5 ani, dar pot fi dizolvate înainte de expirarea termenului normal.
Sistemul judiciar italian este bazat pe dreptul roman modificat prin Codul napoleonic și prin ultimele schimbări. 
O curte constituțională, Corte Costituzionale, care poate trece peste constituționalitatea legilor, este o inovație post-Al Doilea Război Mondial.